# Lövängsspindling
Lövängsspindling (Cortinarius cagei) är en svampart som beskrevs av Melot 1990. Lövängsspindling ingår i släktet Cortinarius och familjen spindlingar.  Arten är reproducerande i Sverige. Inga underarter finns listade i Catalogue of Life.